# Chiesa di San Fermo (Bergamo)
La chiesa di San Fermo è un luogo di culto cattolico di Bergamo,situato in via dei santi Maurizio e Fermo del Borgo di Santa Caterina della provincia e diocesi di Bergamo.

## Storia
Il piccolo monastero delle suore benedettine in campis o di San Fermo in Plorzano, nome della località fin dal 1020 forse derivante dal nome di un patrizio romano diventando poi borgo Santa Caterina nel 1256 venne fondato il 19 marzo 1154 con la bolla papale di papa Anastasio IV. Non vi è informazione circa l'edificazione della chiesa, forse le monache gestivano quella vicina intitolata a San Maurizio non più esistente. La cosa non è certa, in quanto all'ordine claustrale proibiva le uscite dalla clausura per qualsiasi motivo. La bolla papale metteva i beni del cenobio alla protezione dell'episcopato compresa la chiesa di San Maurizio e terre di Bergamo.

Fu il vescovo Gerardo poi deposto come scismatico, benefattore nel 1156 a donare l'antica chiesa di San Giovanni di Antegnano a quella di San Fermo, dietro il pagamento di un censo, legando così la chiesa alla diocesi di Bergamo. Le suore del monastero risulta che vinsero una causa con il monastero di Brembate Sotto intitolato a Santa Margherita per i diritti sulla chiesa, così come nel 1181 con la chiesa di Cologno e di San Giovanni di Antegnate. Ne 1399 il comune di Bergamo destinò il monastero a lazzaretto a causa delle gravi epidemie che devastavano il territorio, anche se la decisione fu poi revocata.
Nel XVI secolo il monastero contrastò la minaccia d'essere soppresso con lavori di ampliamento eseguiti nel 1520, che però non diedero l'esito desiderato. L'8 dicembre 1568 la bolla pontificia di papa Pio V autorizzò l'unione delle monache di Bergamo a quelle di San Pietro a Borgo di Terzo. Le monache resistettero fino al 1575 quando anche il vescovo san Carlo Borromeo nella visita pastorale, confermò quanto deciso dal vescovo Federico Cornaro dichiarando che il convento era troppo isolato decretandone la definitiva chiusura il 15 settembre del medesimo anno. Le poche monache restate dovettero quindi trasferirsi nel monastero di San Benedetto con quelle di Valmarina.
La chiesa dedicata a san Fermo continuò a essere attiva e frequentata anche dopo la chiusura del monastero. Nel 1676 fu infatti restaurato l'affresco del Miracolo dell'acqua dei Santi Fermo Rustico e Procolo opera di Giuseppe Cesareo, e lavori di copertura della volta della parte presbiteriale. Il monastero che era tornato attivo, fu soppresso nuovamente durante l'occupazione napoleonica per essere nuovamente aperto con decreto del 4 novembre 1824. La chiesa nel 1958 fu restaurata su progetto di Luigi Angelini, e nel 1989 l'intero complesso conventuale fu oggetto di lavori di mantenimento.
La chiesa conservava il dipinto di Gian Paolo Cavagna: Miracolo dell'acqua che sgorga dall'arca dei santi Fermo, Rustico e Procolo poi portato nella chiesa di San Benedetto di Bergamo.

## Descrizione

### Esterno
La chiesa e il complesso monastico è inglobata nel borgo di Santa Caterina, un tempo molto dislocato dal centro urbano. La facciata a capanna della chiesa si presenta con un portale architravato, con un antico frammento marmoreo sullo stipite sinistro con due bucrani scolpiti rappresentanti un festone con nastri. La parte laterale presenta due monofore e altre altiche aperture riaperte nel restauri del 1958. La torre campanaria è composta da blocchi di pietra appena sbozzati.

### Interno
L'interno, a navata unica, conserva la copertura lignea originaria e sulla parete di destra, che conteneva le reliquie dei santi Fermo Procolo e Rustico a cui era dedicata. Si racconta che un gruppo di mercanti bergamaschi che tornavano in patria, il 4 gennaio 855 trafugò le spoglie dei tre santi a Verona, portandole a Bergamo, dove furono conservate nella località Plorzano fuori le mura cittadine, fino al 1575 quanto furono poste nell'altare del Duomo di Bergamo a loro dedicato per volontà di san Carlo Borromeo.
 

L'arca è posta su un livello inferiore rispetto alla pavimentazione. Lo storico Volpi scriveva: 
 […] da duro marmo bianco di antica struttura tutto d'un pezzo senza con fessura pertugio per cui introdurre l'acqua si possa. La grossezza del marmo tutto intorno è di quattro once che sugli angoli si raddoppia ed è di otto once. Il vuoto dell'arca all'interno è di forma ovale è largo un cubito e tre quarti di lunghezza quattro cubiti, di profondità un cubito e un quarto di misura ecclesiastica. Un grande e pesantissimo coperchio scavato anch'esso prominente nel mozzo a forma di volta la chiude./blockquote> La parete era affrescata con il racconto del Miracolo dell'acqua dei santi Ferno, Rustico e Procolo.
La parte presbiteriale ha copertura con volta a padiglione. Pochi sono gli affreschi risalenti al XV secolo ancora visibili. 
La chiesa aveva al suo interno un matroneo ligneo collegato con la loggia del chiostro, dove la monache seguivano le funzioni liturgiche e da dove passavano mantenendo la clausura. La chiesa conserva nel lato sud il piccolo chiostro con loggia presente su tre lati composta da archi a tutto sesto poggianti su tozze colonne con capitelli sferocubici. Resti di un porticato ortogonale sono presenti su due ingressi laterali.

## Oratorio di San Maurizio
Nel vico Plorzano vi erano altri edifici di culto: quello di san Maurizio e quello antico di San Tommaso con annesso ospedale, entrambi demoliti.

L'esistenza di una piccola chiesa con annesso cimitero dedicata a san Maurizio risulta di antica costruzione, secondo Donato Calvi addirittura dell'epoca carolingia. Un documento la cita nel 1154, venendo concessa alla badessa del monastero di San Fermo. Il cimitero fu uno dei luoghi di sepoltura durante la peste del 1630 trovandosi vicino al Lazzaretto.

La chiesa fu poi ceduta nel 1658 dalle monache a Ventura Donadoni e Giovanni Battista Cividini che fondarono una confraternita atta alla sepoltura degli infermi. Il 17 aprile 1665 la confraternita provvide alla sepoltura di appestati provenienti da altre zone cittadine, forse il luogo venne individuato per la sua lontananza dal centro urbano. Nel 1808 la chiesa risulta fosse stata abbattuta per permettere l'ampliamento della zona cimiteriali. Con l'edificazione del grande unico cimitero cittadino smise di avere la funzione cimiteriale diventandone una parte limitrofa.